# Pales cyanea
Pales cyanea är en tvåvingeart som först beskrevs av Macquart 1839.  Pales cyanea ingår i släktet Pales och familjen parasitflugor.
Artens utbredningsområde är Kanarieöarna. Inga underarter finns listade i Catalogue of Life.